# Giving Up/Smashed Into Pieces
Giving Up/Smashed Into Pieces — перший диск канадського рок-гурту Silverstein, до якого увійшли два сингли: «Giving Up» та «Smashed Into Pieces». Обидва сингли були випущені 2003 року під лейблом Victory Records.

## Відеокліпи
Дебютним відео гурту став кліп до пісні «Giving Up» (2003). Відео до пісні показує депресивного чоловіка, який пам'ятає часи, проведені з колишньою подругою. Ці сцени тісно переплітаються з кадрами групи, що грає. Кліп в основному, знятий за допомогою об'єктива «риб'яче око».
Невдовзі було знято другий кліп до пісні «Smashed Into Pieces» (2004). На відео всі музиканти одягнені у чорних штанах і білих сорочках, в червоних краватках, проте співак Шейн Тольд одягнений навпаки: червона сорочка і біла краватка.
Пісня починає грати, пізніше співаки беруть інструменти і теж грають. У заключній хвилині пісні, членів групи обливають фарбами, але вони продовжували грати, поки пісня не закінчиться.

## Учасники запису
- Шейн Тольд — вокал, гітара, клавішні, гроулінг
- Ніл Бошарт — гітара
- Джош Бредфорт — ритм-гітара
- Біллі Хамільтон — бас-гітара, бек-вокал
- Пол Келлер — барабани